# ستيفن هيد
ستيفن هيد (بالإنجليزية: Stephen Head)‏ هو لاعب كرة قاعدة أمريكي، ولد في 13 يناير 1984 في ريموند في الولايات المتحدة.

## وصلات خارجية
- ستيفن هيد على موقعبيزبول رفرنس.كوم (الدوري الثانوي) (الإنجليزية)